# 松平直子
松平 直子（まつだいら なおこ、1956年10月19日 -）は、日本のボーカリスト、ソングライター。

## 略歴
1978年、ペドロ&カプリシャスの3代目ボーカリストとして2代目髙橋真梨子の後、1979年に加入する。テレビ音楽番組やワイドショーなどの出演およびコンサート・ディナーショーを国内各地で行う。各雑誌のグラビア掲載、三菱自動車のモデル、レースクイーンなどで活動。FM東京「USA LOVEミラージュ」「カリフオルニアコラム」などラジオパーソナリティとしても活動。
2011年4月、ペドロ&カプリシャスから独立。ソロボーカリストとして活動。
2012年2月22日、初のソロアルバム『TATOO』発売。同年4月6日には恵比寿Act squareにてTATOO発売記念ライブを開催。
2020年11月25日、デビュー40周年記念マキシシングル『ずっとあなたが好きだった』、ベスト・アルバム『Nostalgic Garden』同時リリース。

## 海外公演
1992年のサンフランシスコ公演、1997年のメキシコ・キューバ公演などに参加。アストラッド・ジルベルト、ブレンダ・リー、ハンク・ジョーンズ、アルマンド・マンサネーロなど海外アーティストと共演。
2012年1月、グラミー賞受賞プロデューサーであり、ホイットニー・ヒューストンのプロデューサーであるナラダ・マイケル・ウォルデンと共演。

## リリース作品

### シングル・アルバム
ペドロ&カプリシャスとして6枚のアルバム、多数のシングルをリリース。
- 三菱ドライビングポップス・三菱自動車工業/エクシードイメージソング「ライラック・ポイント」
- 1984年 フジテレビ系 昼ドラ「男と女のクラス会」主題歌「無口な夏」「カーニバルラブ」
- NTV系「味の素ごちそうさまワールド・地球おいしいぞ!!」テーマソング「風物語」
- 1987年 テレビ東京 サロモンスキーNOW'87テーマソング「両手のヴァカンス/砂のシェスタ」「Stone Cold Lover/Hold on Love」
- 1988年 テレビ東京 サロモンスキーNOW'88テーマソング「Bye Bye”A-SHU-RA"/サテンの夢」（ユニオンレオード）
- 1995年 テレビ朝日 ママレードボーイ/VOL.7 ママレード・サマー「終わらない夏へ」（アポロン）
- 1999年 テレビ朝日 おジャ魔女どれみ/おジャ魔女ボーカルコレクション「小鳥のきもち」（バンダイ・ミュージックエンタテインメント）、LaLa Cafe「Tears」（1997年、テイクオフレーベル）
- 2001年 テレビ朝日 おジャ魔女どれみ/おジャ魔女ボーカルコレクション「今日から友達」（バンダイ・ミュージックエンタテインメント）
- 2004年 ChristmaSwing『恋人たちのクリスマス』（Avex trax）
- 2012年2月22日 初ソロアルバム『TATOO』（VENUS LABEL）
  - FM795「遊びの天才」内『私を白馬へ連れてって』EDテーマ「NAO'S SKI NOW MEDLEY 2012」
  - 石井グループイメージソング「Over and over again」収録。
- 2012年8月 ITunes Storeにてアルバム『TATOO』配信開始
- 2013年6月26日 マキシシングル『ヨコハマ・レイニー・ブルー / 月の雫』（フリーボードレコード）
- 2013年12月10日 中西圭三とのデュエットソング『You Changed All My Life Again〜愛をもう一度 』ITunes より配信
- 2020年11月25日 デビュー40周年記念マキシシングル『ずっとあなたが好きだった』（フリーボードレコード）、ベスト・アルバム『Nostalgic Garden』（フリーボードレコード）同時リリース

### CMソング
- SMBC日興証券,イトーヨーカ堂,オートバックスセブン  ほか多数。
- 2008年 NHK受信料広報番組『イチゴが三つ』作曲・歌唱